# Victoria Latta
Victoria ("Vicki" ou "Vicky") Latta (Auckland, 10 de junho de 1951) é um ginete de elite neozelandesa.

## Carreira
Victoria Latta representou seu país nos Jogos Olímpicos de 1992 e 1996, na qual conquistou no CCE por equipes a medalha de prata, em 1992 e bronze em 1996. 